# ポケモンバンク
『ポケモンバンク』は、ポケットモンスターシリーズのゲーム中で捕獲したポケモンをインターネットを通じて専用サーバーへ預けるためのユーティリティソフトである。

## 概要
インターネット上にあるボックスに、最大で3000匹（30体×100ボックス）のポケモンを預けたり、まとめて管理する事が出来るサービスとして2013年12月25日に配信が開始された。
配信開始当初は『ポケットモンスター X・Y』のみの対応だったが、2014年11月19日から『ポケットモンスター オメガルビー・アルファサファイア』に、2017年1月25日から『ポケットモンスター サン・ムーン』に、同年11月20日から『ポケットモンスター ウルトラサン・ウルトラムーン』に、それぞれ対応可能となった。
なお、ハードがNintendo Switchに移行した『ポケットモンスター Let's Go! ピカチュウ・Let's Go! イーブイ』以降は『Pokémon HOME』が本作と同じ役割を担っている。2020年2月12日の配信で『HOME』への引っ越し機能が追加され、『HOME』を経由させることで、『ポケットモンスター ソード・シールド』以降に連れていくことが可能となっている。
ニンテンドーeショップのサービス終了に伴い2023年3月28日に新規ダウンロードおよび『ポケモンバンク』利用券の販売が終了。同日にサービス無償化がされた。

## 開発の背景
開発の公表は「Pokémon Direct 2013.9.4」で行なわれた。石原恒和は「ポケモンをプレイする上で、ハードやソフトが変わっても大切なポケモンと変わらずに一緒にいて頂くために、『ポケモンバンク』を作りました。」と説明しているとともに、任天堂社長の岩田聡は同社の公式Twitter上で「長年の構想がついに実現したという手応えがある」というコメントを出しており、Pokémon Directでも同様の発言をしている。
また、公式サイトのよくある質問のページにおいて「ニンテンドーDSシリーズ本体とニンテンドー3DSシリーズ本体との間で直接通信ができない仕様」による課題と「ソフト内のボックス機能の制限を超えたボックスソフトの要望」というニーズを同時に解決する方法として開発・発売された旨が記載されている。

## 利用方法
ソフトのダウンロード自体は無料であるが、ニンテンドーeショップの残高を利用した課金制度が取られており、1年ごとに利用料金を支払う必要がある。利用料金を設けた理由は、サーバーメンテナンスや今後発売するソフトへの対応で長期のサービスになるためとしている。トップ画面の案内役およびゲーム内世界におけるシステムの開発者はゲームキューブ用ユーティリティソフト『ポケモンボックス ルビー&サファイア』に登場したアズサだが、髪型や服装などがかなり変更されている。
ポケモンを預けるごとにポケマイルポイントが貯まっていき、貯まったポケマイルポイントやバトルポイントは本作や『オメガルビー・アルファサファイア』の「ポケモンリンク」で受け取れる。持ち物を持たせたまま預ける事は出来ない為、ポケモンをポケモンバンクに預ける際は持ち物はバッグに戻され、バッグが一杯になった場合は削除される。

## その他
配信開始当日に予想以上のアクセスが集中したために翌日26日の21:30頃に配信を一時停止したが、2014年1月22日に配信が再開され、30日間の無料券ダウンロード期限も2月21日に延長された。
『X・Y』『オメガルビー・アルファサファイア』から『ポケモンバンク』に送る事と、『ポケモンバンク』から『X・Y』『オメガルビー・アルファサファイア』に送る事が出来る。だが、2017年1月25日に更新データが配信されてからは『サン・ムーン』から『ポケモンバンク』に送ったポケモンは『ポケモンバンク』から『X・Y』『オメガルビー・アルファサファイア』に送る事が出来なくなる。また、同年11月20日に更新データが配信されてからは『ウルトラサン・ウルトラムーン』から『ポケモンバンク』に送ったポケモンも『ポケモンバンク』から『X・Y』『オメガルビー・アルファサファイア』に送る事が出来なくなる。
2017年1月25日に更新データが配信されてからはポケモン図鑑の機能と冒険の記録の機能が追加された。ポケモン図鑑の機能では『X・Y』『オメガルビー・アルファサファイア』『サン・ムーン』『ウルトラサン・ウルトラムーン』のポケモン図鑑の説明を読む事が出来る。冒険の記録の機能ではそれぞれの『ポケットモンスター』シリーズの捕まえたポケモンの数や野生のポケモンに出会った数、復元したポケモンの数などが一覧表示される。

## ポケムーバー
『ポケムーバー』は、ニンテンドーDSソフト『ポケットモンスター ブラック・ホワイト・ブラック2・ホワイト2』およびニンテンドー3DSバーチャルコンソール版『ポケットモンスター 赤・緑・青・ピカチュウ』『ポケットモンスター 金・銀・クリスタルバージョン』のポケモンをポケモンバンクに転送できる無料連動ソフト。『ポケモンバンク』の利用期間中に同ソフト内から追加でダウンロードを行なう。
『ブラック・ホワイト・ブラック2・ホワイト2』のDSカードを3DS本体のカードスロットに挿入し、本ソフトを起動する事でポケモンバンクに転送可能となる。なお、このソフトを利用すれば『ルビー・サファイア』以降に発売されたソフトで捕獲したポケモンを転送する事が出来るが、事前に旧作ソフトの転送システムを用いて『ブラック・ホワイト・ブラック2・ホワイト2』に転送する必要がある。
2017年1月25日に更新データが配信されてからは3DSバーチャルコンソール版『ポケットモンスター 赤・緑・青・ピカチュウ』も対応した。また、2017年11月20日に更新データが配信されてからは3DSバーチャルコンソール版『ポケットモンスター 金・銀・クリスタルバージョン』にも対応した。
なお、ポケムーバーで連れてきたポケモンは、『X・Y』発売以降に開催された公式大会では使用する事が出来ない。